# Gastrisk sleeve

Gastrisk sleeve

Gastrisk sleeve, även sleeve gastrectomy, är en typ av fetmaoperation där ungefär två tredjedelar av magsäcken tas bort och formas till ett smalt rör där maten passerar till tarmen. Detta är den näst vanligaste fetmaoperationen i Sverige, efter Gastrisk bypass. Operationer utförs, beroende på landstingens olika gränser från ett BMI på 35 till 40.
Den övre och nedre magmunnen behålls intakta. Vid gastric sleeve är risken för så kallad dumping och vitamin- och mineralbrist lägre än vid mindre gastric bypass, samt att risken för tarmvred är obefintlig.

## Bakgrund
Ursprungligen var sleeve gastrectomy en del av operationen duodenal switch. Duodenal switch innebär en omfattande urkoppling av tunntarmen och för att minska riskerna delar man ofta upp duodenal switch till två separata operationstillfällen där man börjar med att göra en sleeve gastrectomy. Det har då visat sig att många patienter klarar sig med enbart det första steget och sleeve gastrectomy har därför på senare år börjat användas som en separat operation. En stor fördel jämfört med Gastric Bypass är att magtarmkanalens normala hormonella signalsystem behålls intakt.